# Доліна-Черніцька
Доліна-Черніцька (пол. Dolina Czernicka) — село в Польщі, у гміні Осьякув Велюнського повіту Лодзинського воєводства.
Населення — 178 осіб (2011).
У 1975-1998 роках село належало до Серадзького воєводства.

## Демографія
Демографічна структура станом на 31 березня 2011 року:
|          | Загалом | Допрацездатний вік | Працездатний вік | Постпрацездатний вік |
| -------- | ------- | ------------------ | ---------------- | -------------------- |
| Чоловіки | 101     | 22                 | 65               | 14                   |
| Жінки    | 77      | 13                 | 44               | 20                   |
| Разом    | 178     | 35                 | 109              | 34                   |